# Charax Spasinu
Charax Spasinu (anche Charax Pasinu e Charax Spasinou; in greco: Χάρακα του Σπασίνου), anche nota come Alessandria in Susiana (greco: Αλεξανδρία, Alexandria) e Antiochia in Susiana (greco: Αντιόχεια της Σουσιανής) e Karh Maisan nelle fonti arabe, fu un'antica città della Mesopotamia, importante porto sul Tigri e capitale del regno di Characene. La città si trova oggi sulla collina di Hayabir presso Al-Qurna, in Iraq.

## Etimologia
Il nome Charax, probabilmente dal greco Χάραξ, significa letteralmente "fortezza fortificata" e fu applicato a diverse città fortificate seleucidi. Charax si chiamava originariamente Alessandria in Susiana, in onore di Alessandro Magno, e forse fu addirittura fondata personalmente da lui. Dopo essere stata distrutta dalle inondazioni, fu ricostruita da Antioco IV e ribattezzata Antiochia in Susiana. In questo periodo fu dotata di un massiccio argine antialluvione lungo quasi 4 km e mezzo dal governatore di Antioco, Aspasine, e ribattezzata "Charax di Aspasine", da cui il nome Charax Spasinu.
Esiste una teoria secondo cui Charax deriverebbe dalla parola aramaica Karkâ che significa "castello", ma Charax è spesso attestata in diverse altre città seleucidi con il significato di palizzata.

## Storia
La città fu fondata con nome di Alessandria da Alessandro Magno nella primavera del 324 a.C., sul luogo di un insediamento achemenide di nome Durine. Lo scopo della fondazione era quello di fornire un insediamento ai veterani dell'esercito macedone, che ottennero per loro un quartiere chiamato Pella (come l’antica capitale macedone). Plinio narra che la città si trovava alla confluenza dei fiumi Eulaios (moderno Karkheh) e Tigri: all'epoca della sua fondazione la città era a due chilometri dalla costa, mentre all'epoca di Plinio si trovava a 170 chilometri, per l'avanzamento della costa. Presto nota col nome di Charax, la città fu un importante centro commerciale dell'Impero seleucide, dato che controllava il traffico commerciale che dalla Mesopotamia si imbarcava per il Golfo persico e per l'Oceano indiano e viceversa. Dopo essere stata distrutta da un'inondazione, fu ricostruita da Antioco III il Grande, che la rinominò Antiochia, nome che mantenne per breve tempo, fino all'invasione della Mesopotamia da parte dei Parti (141 a.C.), a seguito della quale la città divenne indipendente.
Il nuovo regno, detto Characene o Mesene, ebbe come primo sovrano un ex-satrapo del sovrano seleucide Antioco IV Epifane, Aspasine o Hyspaosines, che era di origine iraniana e diede alla città il nome di Charax Spasinou ("il charax di Hyspaosines"); le testimonianze letterarie e quelle numismatiche lo citano per la prima volta nel 127/126 a.C. Charax continuò a fiorire commercialmente; tra i suoi abitanti vi fu Isidoro di Carace, che compose un trattato sulle rotte commerciali dei Parti, le Mansiones parthicae.
Durante le campagne partiche di Traiano, la città rimase indipendente grazie al suo sovrano, Attambelo VII, che fece atto di sottomissione pur rimanendo sul trono di Caracene.
Sebbene alcuni sovrani parti riuscissero ad ottenere un controllo diretto sulla città e sul regno, come Pacoro II, normalmente la città e il suo regno restarono indipendenti, con un proprio sovrano. L'indipendenza ebbe fine nel 222, quando il re Abinergao III fu sconfitto da un satrapo ribelle, che riuscì poi a rovesciare l'impero dei Parti e di salire sul trono dei Sasanidi col nome di Ardashir I. Il nuovo sovrano ripopolò Charax con i suoi veterani.

## Localizzazione
Charax si trovava su un grande tumulo noto come Jabal Khuyabir a Naysān, vicino alla confluenza dell'Eulaios (oggi il fiume Karkheh) e del Tigri, come riportato da Plinio il Vecchio.
Secondo Plinio il Vecchio:
(Plinio il Vecchio, Naturalis historia, lib. VI, cap. 31, 138-141)
La descrizione di Plinio corrisponde alla rappresentazione della Tabula Peutingeriana.
Naysān potrebbe essere una corruzione araba colloquiale di Maysān, il nome di Characene durante la prima epoca islamica. I primi scavi e ricerche sono iniziati nel 2016.

## Archeologia
Gli scavi del sito, iniziati nel 2016, hanno rivelato che la città era disposta secondo uno schema a griglia con blocchi abitativi di 185 per 85 m di lato. Questi appartengono agli isolati più grandi del mondo antico. Sono stati individuati due grandi edifici pubblici, che però non sono ancora stati scavati.

## Economia
La città con il suo territorio, sebbene fosse nominalmente un vassallo dei Seleucidi e, più tardi, degli Arsacidi, sembra aver mantenuto a volte un notevole grado di autonomia. Divenne un centro per il commercio arabo, in gran parte controllato dai Nabatei, almeno fino alla loro assimilazione da parte dei Romani nel 106 d.C..
Charax era un porto ricco, con navi che arrivavano regolarmente da Gerrha, dall'Egitto, dall'India e oltre. Traiano osservò le navi dirette in India durante la sua visita, mentre Strabone definisce la città un emporio e Plinio nota che la città era un centro di commercio di profumi rari ed era anche un centro di immersione di perle. Era anche l'inizio della rotta commerciale via terra dal Golfo Persico verso Petra e Palmira e anche verso l'Impero Partico.